# Arani (Bolivia)
Arani (fra Quechua: jarani eller jallmani) er det administrative centrum i provinsen Arani i departementet Cochabamba. Arani ligger 2.865 m.o.h. og havde ved folketællingen i 2001 3.512 indbyggere.
Arani er kendt for sit brød, der sælges i flere af butikker i byen. Der afholdes en årlige brødfestival i byen.
17°34′S 65°46′V / 17.567°S 65.767°V

## Eksterne links
- Wikimedia Commons har flere filer relateret til Arani
- Bolivias statisktiske bureau Befolkningsdata m.v. for Arani
- Bing kort Arkiveret 13. juli 2019 hos  Wayback Machine